# 雛鳥
雏鸟是飞行动物的一個生長阶段，是指从孵化或出生到具备飞行能力的這一時期。有些雛鳥的羽毛和翅膀肌肉已发育到足以飞行，但它們仍依赖父母照料和喂养。